# Criss Angel : Le magicien gothique
Criss Angel : Le magicien gothique, ou La Magie de Criss Angel au Québec (Mindfreak) est une émission de télé-réalité américaine en 96 épisodes de 22 minutes diffusée entre le 20 juillet 2005 et le 8 septembre 2010 sur A&E.
L'émission a été diffusée au Québec à partir du 15 janvier 2007 sur le réseau TQS et rediffusée à partir du 23 mai 2011 à MusiquePlus, en France sur Planète No Limit, et en Belgique francophone sur Plug RTL.

## Synopsis
Elle est centrée sur des cascades et des tours de prestidigitation par l'illusionniste Criss Angel, nommé quatre ans de suite « meilleur magicien de l’année »[Par qui ?]. Elle le met en vedette sans son métier : il descend dans la rue et y fait des tours d’illusion.

## Émissions

### Première saison (2005)
Elle a été diffusée du 20 juillet au 16 novembre 2005.
1. Torche humaine (Burned Alive)
2. Lévitation (Levitation)
3. Impossible évasion (Wine Barrel Escape)
4. Tours de fakir (SUV Nail Bed)
5. Suspendu vivant (Body Suspension)
6. Enterré vivant (Buried Alive)
7. Mentaliste (Hellstromism)
8. Surhumain (Super human)
9. Haute voltige (Building Walk)
10. À l'aveugle (Blind)
11. Sans issue (Oasis)
12. Et que ça saute ! (C4 Crate)
13. Prédiction (Radio Prediction)
14. Indestructibles (Chicken)
15. Foudroyant (Tesla Strike)
16. Halloween Special
17. Best of (Uncut)
18. Up Close

### Saison 2 (2006)
Elle a été diffusée du 31 mai au 8 novembre 2006.
1. Building Float
2. Walk on Water
3. Vanish
4. Easy Rider
5. Party
6. Animal Magic
7. In Two
8. Bike Jump Vanish
9. Celebrity Minds
10. Sucker
11. Celebrity Seance
12. Metamorphosis
13. Motorcycle Roulette
14. Back to School
15. Prophecy
16. Chad's Story
17. Military Salute
18. Straightjacket Keelhaul
19. Shark Cage Escape
20. Magician of the Year
21. Underwater Car Escape
22. In Pieces

### Saison 3 (2007)
Elle a été diffusée du 5 juin au 27 novembre 2007.
1. The Luxor Light
2. Steamroller
3. Prisoner Transport Escape
4. Screwed
5. Motorhead
6. Animal 2
7. Quad Drag Escape
8. Raging Bull
9. Car Crash Escape
10. Sucker 2
11. Drowned
12. Naked Jail Escape
13. Burning Man
14. Rollercoaster Thru Criss
15. Underwater Car Escape
16. The Loyal
17. Mentalism
18. The Kid in Criss
19. Cement Block
20. Seance
21. Mayhem in the Making
22. Thunderbirds
23. H20 Teleportation: Mexico
24. Mexico Barrel Escape
25. Most Memorable Mindfreak Moments
26. Fantasy

### Saison 4 (2008)
Elle a été diffusée du 23 juillet au 19 novembre 2008.
1. Walk on Lake
2. Building Implosion Escape
3. Skeptic
4. Nail Gun
5. Barrell Drop
6. Cremation
7. Spirits of New Orleans
8. Escape Over Bourbon Street
9. Impenetrable
10. Close Up
11. Premonition
12. In Your Face
13. Mindfreaking with the Stars
14. Tronik
15. Billionaire Prediction
16. 24-Hour Birthday Bash
17. Car Wreck Vanish
18. Silverton Final Attempt

### Saison 5 (2009)
Elle a été diffusée du 12 août au 9 septembre 2009.
1. White Death
2. Death Field
3. Mass Levitation
4. Terminal Velocity
5. Death Crash

### Saison 6 (2010)
Elle a été diffusée du 4 août 2010 au 8 septembre 2010.
1. The Grand Canyon Death Jump
2. Luxor Walk
3. Cement Shoes
4. Smash
5. Levitation Vanish
6. 100 Gone